# Calamoncosis velutena
Calamoncosis velutena är en tvåvingeart som beskrevs av Cherian 1989. Calamoncosis velutena ingår i släktet Calamoncosis och familjen fritflugor. Inga underarter finns listade i Catalogue of Life.